# Álvaro Recoba
Álvaro Recoba, właściwie Álvaro Alexander Recoba Rivero (ur. 17 marca 1976 w Montevideo) – urugwajski piłkarz grający na pozycji ofensywnego pomocnika.

## Kariera klubowa
Swoje pierwsze kroki jako piłkarz zaczął stawiać w wieku 11 lat kiedy to zapisał się do klubu ze stolicy Urugwaju - Danubio. Po kilku latach gry przeniósł się do innego zespołu ze stolicy - Nacionalu, w którym strzelił 68 bramek w 58 spotkaniach.
W 1997 roku został zakupiony przez włoskiego giganta Inter Mediolan za kwotę 4,5 miliona dolarów. W nowym zespole zadebiutował 31 sierpnia 1997 meczu z Brescią, w którym po wejściu na boisko, zdobył dwie efektowne bramki, czym przyćmił debiutującego Brazylijczyka Ronaldo. Ówczesny trener Interu Luigi Simoni, nie darzył jednak El Chino zbyt dużym zaufaniem, dlatego młody Recoba został w 1999 roku wypożyczony do Venezii. Przyjście Urugwajczyka, całkowicie odmieniło zespół, który z zajmującego ostatnie miejsce w ligowej tabeli, zdołał uplasować się w środku tabeli, a sam piłkarz zdobył 10 bramek w 19 spotkaniach.
Recoba wrócił do Mediolanu. Prezydent klub Masssimo Moratti, umiłował sobie Urugwajczyka, czego dowodem było podpisanie nowego kontraktu z zawodnikiem, zwiększając jego zarobki do 7,5 mln dolarów rocznie, co uczyniło go najlepiej opłacanym zawodnikiem w historii klubu. W sierpniu 2000 roku, Inter grał ze szwedzkim Helsinborgiem w eliminacjach do Ligi Mistrzów. Mediolańczycy odpadli z dwumeczu, a Recoba nie wykorzystał rzutu karnego. Kibice wymagali od niego bardzo dużo, ale Urugwajczyk nie zawsze może temu sprostać. Sytuację piłkarza pogorszy afera paszportowa. W styczniu 2001 roku wyszło na jaw, że Urugwajczyk zafałszował swoją przeszłość w celu uzyskania włoskiego paszportu. Pierwotnie, piłkarz zostanie skazany na rok zawieszenia, ale ostatecznie kara została skrócona do czterech miesięcy. Po odbyciu kary wróci do składu, ale - nękany przez kontuzję - nie gra często. Kolejne lata w Mediolanie były coraz słabsze. Nowy trener Hector Raul Cuper, ustawia piłkarza na nowej pozycji - lewego pomocnika. Gra Interu poprawia się, ale klub wciąż nie może zdobyć pucharu - odpadając w półfinale Pucharu UEFA i tracąc Scudetto w ostatniej ligowej kolejce. Po odejściu Argentyńskiego trenera, rola Urugwajczyka jest coraz bardziej marginalizowana. Sezon 2007/2008, Recoba spędził na wypożyczeniu w Torino FC.  We wrześniu 2008, po jedenastu latach, odejdzie z Interu, zostając zawodnikiem greckiego Panioniosu GSS.
W styczniu 2010 roku piłkarz powrócił do Danubio FC, gdzie rozpoczynał karierę.
Po roku po raz kolejny zostanie piłkarzem Nacionalu Montevideo. Tam, po czterech latach gry, zakończy karierę piłkarza w 2015 roku.

## Kariera reprezentacyjna
Recoba debiutował w reprezentacji Urugwaju w 1995 roku w meczu z Hiszpanią.
Wraz z Los Charrúas zagrał na Mistrzostwach Świata 2002, gdzie zdobywa bramkę w spotkaniu z Senegalem (3-3).

## Trofea
Inter Milan
- Serie A: 2005–06, 2006–07
- Puchar Włoch: 2004–05, 2005–06
- Superpuchar Włoch: 2005, 2006
- Puchar UEFA: 1997–98

Nacional
- Primera División: 2011–12, 2014–15